# Говяжьи рулетики
Говяжьи рулетики (нем. Rinderroulade, также нем. Rindsroulade) — типичное мясное блюдо бюргерской кухни в Германии и Австрии, имеющее традиции также в Польше и Чехии. Для приготовления рулетиков требуются крупные ломти из бескостного тазобедренного отруба говяжьей туши, преимущественно из наружной его части или огузка, а также предостного отруба лопаточной части и средней части костреца. Альфонс Шубек объясняет любовь немцев к говяжьим рулетикам бесконечными вариантами их начинки. В классическом рецепте говяжьи рулетики начиняют беконом с репчатым луком и маринованными огурцами.
Говяжьи рулетики готовят как отбивные зразы. Разделанные ломти говядины приправляют солью, перцем и смазывают горчицей, сверху выкладывают ломтик бекона, порезанный кубиками репчатый лук и маринованные огурцы, затем сворачивают в рулетики, которые перевязывают кулинарной нитью или скрепляют специальными стяжками, шпажками или просто зубочистками. Рулетики быстро обжаривают на сильном огне до коричневого цвета, затем добавляют воду и тушат до готовности на слабом огне. Блюдо обретает типичный вкус с пряным коричневым соусом, который сгущивают в конце мукой. Перед сервировкой с рулетиков снимают сохранявшие их форму шпажки или нить. Гарниром к говяжьим рулетикам обычно подают тушёную краснокочанную капусту с отварным картофелем, картофельным пюре, шпецле или кнедликами.
В начинку для говяжьих рулетиков в некоторых рецептах также добавляют метт. Вместо шпика и маринованных огурцов используют также овощи с рисом. В Австрии добавляют морковь, в Швабии предпочитают сваренное вкрутую яйцо со шпиком, горчицей и огурцом. Говяжьи рулетики небольшого размера в Альпах называют также «мясными птицами», а в Чехии — «испанскими пташками».